# Live Santa Monica '72
Live Santa Monica '72 é um álbum ao vivo de David Bowie. Lançado em 30 de junho de 2008 no Reino Unido e em 22 de julho nos Estados Unidos, é o lançamento oficial do álbum bootleg/não-autorizado Santa Monica '72.

## Faixas
Todas as faixas escritas por Bowie, exceto onde notado.
1. Introdução – 0:13
2. "Hang on to Yourself" – 2:46
3. "Ziggy Stardust" – 3:23
4. "Changes" – 3:27
5. "The Supermen" – 2:55
6. "Life on Mars?" – 3:28
7. "Five Years" – 4:32
8. "Space Oddity" – 5:05
9. "Andy Warhol" – 3:50
10. "My Death" (Eric Blau, Mort Shuman, Jacques Brel) – 5:51
11. "The Width of a Circle" – 10:44
12. "Queen Bitch" – 3:00
13. "Moonage Daydream" – 4:53
14. "John, I'm Only Dancing" – 3:16
15. "I'm Waiting for the Man" (Lou Reed) – 5:45
16. "The Jean Genie" – 4:00
17. "Suffragette City" – 4:12
18. "Rock 'n' Roll Suicide" – 3:01

## Músicos
- David Bowie – guitarra, vocal
- Mick Ronson – guitarra solo, guitarra base, vocais
- Trevor Bolder – baixo
- Mick "Woody" Woodmansey – bateria
- Mike Garson – teclados

### Equipe técnica
- Mike Moran – engenheiro de gravação
- Grover Hesley – engenheiro de mixagem
- B. Mitchell Reed – anunciante
- Bob Griffin – engenheiro
- Bill Fure – engenheiro
- Bill Calucci – editor de estúdio
- Richard Kimball – engenheiro
- Ted Jensen – engenheiro de masterização